# أيمي ماتيسيو
أيمي ماتيسيو (بالإنجليزية: Amy Matysio) (و. 1976  م) هي ممثلة كندية، ولدت في ريجاينا.

## التعليم
تعلمت في جامعة يورك
.

## وصلات خارجية
- أيمي ماتيسيو في قاعدة بيانات الأفلام على الإنترنت